# Archie Mountbatten-Windsor
Archie z Sussexu (Archie Harrison; ur. 6 maja 2019 w Portland Hospital w Londynie) – brytyjski książę, potomek brytyjskiej rodziny królewskiej, syn Henryka, księcia Sussexu i jego żony, Meghan, księżnej Sussexu; wnuk króla Karola III; we wrześniu 2022 zajmował 6. miejsce w linii sukcesji brytyjskiego tronu.

## Życiorys
Urodził się 6 maja 2019 o godz. 5:26 w Portland Hospital w Londynie. Jest pierwszym dzieckiem Henryka, księcia Sussexu i jego żony, Meghan. Jego dziadkami ze strony ojca są Karol III i jego pierwsza żona Diana; natomiast ze strony matki – Thomas Markle, Amerykanin związany z przemysłem filmowym i jego druga żona, Doria Ragland, instruktorka jogi i pracownica społeczna. Archie nie poznał Thomasa Markle ze względu na napięte relacje pomiędzy księżną Meghan a jej ojcem. Jest pierwszą osobą o mieszanym pochodzeniu etnicznym, urodzoną w brytyjskiej rodzinie królewskiej. Od urodzenia posiada obywatelstwo amerykańskie i brytyjskie.
Został ochrzczony 6 lipca 2019 w kościele anglikańskim w prywatnej kaplicy na Zamku Windsor. Wśród rodziców chrzestnych chłopca znalazła się Isabel May, przyjaciółka Markle.
We wrześniu i październiku 2019 roku towarzyszył rodzicom w 10-dniowej oficjalnej podróży po Afryce. Podczas jej trwania wziął udział w swoim pierwszym oficjalnym spotkaniu, na którym poznał arcybiskupa Desmonda Tutu oraz jego córkę.
Aby uczcić swoje pierwsze urodziny w 2020 roku, pojawił się wraz z księżną Sussexu w wideo w ramach kampanii Save with Stories, projektu mającego na celu wsparcie dzieci i rodzin dotkniętych pandemią COVID- 19.
8 stycznia 2020 jego rodzice ogłosili, że rezygnują z pełnienia oficjalnych obowiązków w rodzinie królewskiej i przeprowadzają się do Ameryki Północnej. Książę i księżna zakończyli swoją działalność w imieniu monarchy 31 marca i przeprowadzili się do Los Angeles.
Po wstąpieniu na tron jego dziadka, księcia Karola, przysługuje mu tytuł Jego Królewskiej Wysokości Księcia Zjednoczonego Królestwa. Do 8 marca 2023 r. oficjalna strona internetowa rodziny królewskiej nadal publicznie używała formularza „Master Archie Mountbatten-Windsor”. 9 marca strona została zaktualizowana, a rzecznik księcia i księżnej Sussexu potwierdził, że tytuły Archiego i jego siostry będą używane w sytuacjach formalnych.
Od urodzenia wpisany jest do linii sukcesji brytyjskiego tronu; obecnie (stan na wrzesień 2022 r.) zajmuje szóste miejsce, za ojcem, a przed siostrą. Nie jest zobowiązany do udziału w oficjalnych wystąpieniach ani reprezentowania króla.

## Genealogia

### Przodkowie
| Prapradziadkowie           | Książę Andrzej z Grecji i Danii ∞ Alicja, księżna Andrzej z Grecji i Danii | Jerzy VI, król Zjednoczonego Królestwa ∞ Elżbieta, królowa Zjednoczonego Królestwa | Albert Spencer, 7. hrabia Spencer ∞ Cynthia Spencer, hrabina Spencer | Maurice Roche, 4. baron Fermoy ∞ Ruth, baronowa Fermoy         | Isaac Markle ∞ Ruth Arnold                       | Frederick Sanders ∞ Gertrude Merrill             | Steve Ragland ∞ Louise Russell                   | James Arnold ∞ Nettie Allen                      |
| Pradziadkowie              | Filip, książę Edynburga ∞ Elżbieta II, królowa Zjednoczonego Królestwa     | Filip, książę Edynburga ∞ Elżbieta II, królowa Zjednoczonego Królestwa             | Edward Spencer, 8. hrabia Spencer ∞ Frances Shand Kydd               | Edward Spencer, 8. hrabia Spencer ∞ Frances Shand Kydd         | Gordon Markle ∞ Doris Sanders                    | Gordon Markle ∞ Doris Sanders                    | Alvin Ragland ∞ Jeanette Arnold                  | Alvin Ragland ∞ Jeanette Arnold                  |
| Dziadkowie                 | Karol III, król Zjednoczonego Królestwa ∞ Diana, księżna Walii             | Karol III, król Zjednoczonego Królestwa ∞ Diana, księżna Walii                     | Karol III, król Zjednoczonego Królestwa ∞ Diana, księżna Walii       | Karol III, król Zjednoczonego Królestwa ∞ Diana, księżna Walii | Thomas Markle ∞ Doria Ragland                    | Thomas Markle ∞ Doria Ragland                    | Thomas Markle ∞ Doria Ragland                    | Thomas Markle ∞ Doria Ragland                    |
| Rodzice                    | Henryk, książę Sussexu ∞ Meghan, księżna Sussexu                           | Henryk, książę Sussexu ∞ Meghan, księżna Sussexu                                   | Henryk, książę Sussexu ∞ Meghan, księżna Sussexu                     | Henryk, książę Sussexu ∞ Meghan, księżna Sussexu               | Henryk, książę Sussexu ∞ Meghan, księżna Sussexu | Henryk, książę Sussexu ∞ Meghan, księżna Sussexu | Henryk, książę Sussexu ∞ Meghan, księżna Sussexu | Henryk, książę Sussexu ∞ Meghan, księżna Sussexu |
| Archie Mountbatten-Windsor |                                                                            |                                                                                    |                                                                      |                                                                |                                                  |                                                  |                                                  |                                                  |

## Tytuły
Zgodnie z prawem po narodzinach jako prawnukowi monarchy nie przysługiwał mu tytuł księcia. Jako syn brytyjskiego księcia mógł natomiast korzystać z zastępczego tytułu swojego ojca, rodzice zdecydowali jednak, że nie będzie nosił tytułów szlacheckich. Od 8 września 2022 w związku ze wstąpieniem na tron jego dziadka Karola III przysługuje mu tytuł księcia i predykat Jego Królewskiej Wysokości. Na początku marca 2023 poinformowano, że zarówno on jak i jego młodsza siostra będą korzystać z tytułów w sytuacjach formalnych.
| Od              | Do              | Tytuł                                           |
| --------------- | --------------- | ----------------------------------------------- |
| 6 maja 2019     | 8 września 2022 | Master Archie Mountbatten-Windsor               |
| 8 września 2022 | nadal           | Jego Królewska Wysokość Książę Archie z Sussexu |